# Theo Köppen
Theo Köppen (* 5. März 1953 in Göttingen) ist ein deutscher Schriftsteller und Maler.

## Leben und Werk
Theo Köppen wuchs im niedersächsischen Vechta auf. Seit 1972 lebt er wieder in Göttingen, wo er von 1973 bis 1978 Philosophie, Soziologie und Pädagogik studierte. Von 1978 bis 1983 war er Sänger in der Band „Swinging Mescalero“, für die er Liedtexte verfasste. In den Folgejahren experimentiert er mit verschiedenen Maltechniken, insbesondere mit Tusche auf Papier.
Köppen veröffentlicht seit 1977  Gedichthefte und „macht Aussendungen seiner selbst kopierten lakonischen Gedichte, wenn ihm danach ist“. In mehr als 30 Zeitschriften sind Texte von ihm erschienen, so in Falk, Gegner, Gaté, Der Sanitäter, Krachkultur, Trompete, Loose Blätter Sammlung, Hokahe, Holunderground, Die Maultrommel und in Auf die rauschende Laterne!. Außerdem las er bei öffentlichen Auftritten mit Sarah Kirsch, Helmut Salzinger, Peer Schröder, Anna Rheinsberg, Rolf Schwendter, aber auch mit Beat-Autoren aus den USA wie James Koller, Cody Maher oder Will Staple.
Apostrophiert als „Barbarossa des Göttinger Beat“, zählt Theo Köppen zu den Protagonisten des Social Beat. In den Jahren 1988 bis 1994 gab er mit Peer Schröder die Zeitschrift für angewandtes Alphabet und Kunst heraus, ab 2007 gab er mit diesem, bis zu seinem Tod 2019, und Katja Töpfer die Zeitschrift Trompete heraus. 10 Ausgaben. Unter den Mitarbeitern seien auch „einige versprengte Alt-Autoren der deutschen Beat-Generation“ wie Udo Breger, Stefan Hyner und Anna Rheinsberg.

## Werke (Auswahl)
- Bekanntmachung & andere Gedichte. Loose-Blätter-Presse, Hamburg 1981, ISBN 3-922035-08-6.
- Der Angstcaruso. 55 Versuche im Irr-Sinn. Altaquito, Göttingen 1986, ISBN 3-923588-15-1.
- Oktober Protokoll. Engstler, Ostheim v. d. Rhön 2001–2010.
- Einmal werden wir noch wach? oder Die Hecke. Engstler, Ostheim v. d. Rhön 2002, ISBN 3-929375-36-2.
- Die Wirklichkeit wird geschlachtet. Hörspiel, NDR 3, 16. Oktober 1982.
- Salzingers Häutungen. Feature, WDR 5, 16. Oktober 1995.
- Der Geschmack. Edition Dead Monkey, Berlin 2000, ISBN 3-930545-21-7.
- Nicht weit genug. Spatzen 12, Edition Michael Kellner, Hamburg 2024, ISBN 3-933444-62-4

## Beiträge in Anthologien  (Auswahl)
- Härter als der Rest. Oberbaum Verlag, Berlin 1983, ISBN 3-87628-206-3.
- Seewärts. Rowohlt Taschenbuch Verlag, Reinbek 1983, ISBN 3-499-17517-7.
- 39 Grad. Rowohlt Taschenbuch Verlag, Reinbek 1983, ISBN 3 499 15088 3.
- Unbändig männlich. Rowohlt Taschenbuch Verlag, Reinbek 1983, ISBN 3-499-15167-7.
- Schule überleben. Rowohlt Taschenbuch Verlag, Reinbek  1983, ISBN 3-499-15234-7.
- Man müßte noch mal 20 sein. Rowohlt Taschenbuch Verlag, Reinbek 1987, ISBN 3-499-15900-7.
- Punktzeit. Wunderhorn, Heidelberg 1987, ISBN 3-88423-049-2.
- Kellners Gästebuch. Kellner, Hamburg 1994, ISBN 3-927623-44-X.
- Nordhessen antwortet. Jenior&Pressler, Kassel 1994, ISBN 3-928172-48-4.
- Humus. Kellner, Hamburg 1996, ISBN 3-89630-101-2.
- Social Beat. Galrev, Berlin 1995, ISBN 3-910161-60-X.
- Kaltland Beat. Ithaka, Stuttgart 1999, ISBN 3-933545-07-2.
- Hier trieft der Honig der Erkenntnis. Satzwerk Verlag, Göttingen 2002, ISBN 3-930333-45-7.
- Im Brennglas der Worte. Gütersloher Verlagshaus, Gütersloh 2002, ISBN 3-579-03289-5.